# Friedrich August Paris
Friedrich August Paris (* 30. März 1811 in Berlin; † 29. September 1893 in Dessau) war ein preußischer Generalmajor.

## Leben

### Herkunft
Paris war Angehöriger einer bürgerlichen Familie. Seine Eltern waren der Kalkulator und Rechnungsrat Friedrich Paris und Friederike Wilhelmine Auguste Zorn.

### Werdegang
Er begann seine Laufbahn in der preußischen Armee 1828 als Schütze im Garde-Schützen-Bataillon und wurde 1829 Portepeefähnrich. 1830 war er aggregierter Sekondeleutnant, wurde 1831 dem 39. Infanterieregiment aggregiert und 1833 ebd. einrangiert. Er avancierte 1844 zum Premierleutnant und war ab 1847 Adjutant beim Gouvernement Mainz. 1849 wurde er Hauptmann und Kompaniechef im 39. Infanterieregiment. Als Major und Kommandeur des 1. Bataillons (Neuwied) wechselte er 1857 zum 29. Landwehrregiment. Paris wurde 1860 zunächst zur Führung des 1. Bataillons des 29. kombinierten Infanterieregiments kommandiert, wurde aber noch im selben Jahr Kommandeur des 1. Bataillons im Infanterieregiment Nr. 69 und schließlich ebenfalls im selben Jahr Kommandeur des Füsilierbataillons im Infanterieregiment Nr. 48. 1861 erfolgte seine Beförderung zum Oberstleutnant und 1862 wurde er mit dem Roten Adlerorden IV. Klasse ausgezeichnet. Er wurde dann 1864 noch einmal versetzt und übernahm die Kommandeursstelle im Infanterieregiment Nr. 51. Er stieg im selben Jahr zum Oberst auf. Während des Deutschen Kriegs nahm er an der Schlacht bei Königgrätz teil. Noch im Jahr 1866 erhielt er den Roten Adlerorden III. Klasse mit Schleife und Schwertern. 1868 hat Paris seinen Abschied mit dem Charakter eines Generalmajors und Pension erhalten.

### Familie
Paris vermählte sich 1854 in Frankfurt am Main mit Elfriede Adelheid Emma Marie von Hoffmannswaldau (1833–1914). Deren Tochter Marie vermählte sich mit Graf Rudolf von Reina.

## Werke
In Autorengemeinschaft mit H. Perizonius erschien 1872 in Berlin bei E.S. Mittler & Sohn seine 260 Seiten umfassende Arbeit Taktik nach der für die Königlich Preußischen Kriegsschulen vorgeschriebenen „genetischen Skizze“.
Ein weiterer von ihm verfasster Titel war Die formellen Vorschriften für das Exerziren und den Schützendienst der Infanterie und der Jäger, erschienen bei Max Mälzer in Breslau im Jahre 1874.